# Sociální inteligence
Sociální inteligence (zkratka SQ, anglicky social intelligence quotient) je schopnost rozumět druhým lidem a úspěšně na ně působit. Zkoumá se v psychologii a sociologii. Pojem sociální inteligence uvedl v roce 1920 americký psycholog Edward Lee Thorndike (1874–1949), sociální inteligenci vedle inteligence abstraktní (akademické) a mechanické vnímal jako vzájemně propojenou, ale odděleně fungující a nezávislou intelektovou schopnost. Definoval ji jako „schopnost porozumět a řídit muže a ženy, chlapce a dívky - jednat moudře v mezilidských vztazích“ („social intelligence is meant the ability to understand and manage men and women, boys and girls—to act wisely in human relations“.) 

## Vymezení pojmu během času
Zahrnuje tedy schopnost a dovednost optimálně sociálně komunikovat, smysl pro spolupráci a nekonfliktní vztahy. Podle Thorndika má sociální inteligence 2 složky:
- Percepční/kognitivní - porozumění druhým lidem

- Akční/behaviorální - schopnost jednat s lidmi (a to na základě správné sociální percepce) [1] [2]

Navazující autoři se často zaměřili pouze na jeden ze jmenovaných prvků.  Mnohodimenzionálnost sociální inteligence je vidět na dalším možném dělení složek :
a)     percepce psychických stavů a nálad jiných lidí
b)     všeobecná schopnost vycházet s jinými lidmi
c)     poznání sociálních pravidel
d)     vhled a vnímavost pro komplexní sociální situace
e)     používání sociálních technik k manipulaci jiných
f)      převzetí perspektivy jiných
g)     sociální adaptace.
Široký koncept rozpracoval Joy Paul Guilford ve svém strukturálním modelu lidského intelektu. Rozlišuje tři dimenze (operace, obsahy a produkty). Obsahy tvoří figurální, symbolické, sémantické a behaviorální prvky. Právě behaviorální obsahy spolu s prvky operací a produktů tvoří oblast sociální inteligence skládající se z 30 odlišných schopností. 
Howard Gardner popisuje dvě složky personální inteligence – intrapersonální (schopnost najít přístup k vlastnímu citovému životu) a interpersonální (schopnost rozumět druhým lidem a orientovat se v mezilidských vztazích). Je zřejmé, že složky personální inteligence jsou blízké pojetí emoční a sociální inteligence. 
Podle profesora Ronald E. Riggio je sociální inteligence konceptem obsahující sociální komunikační kompetence na úrovni emoční a sociální. Zahrnuje tři emoční a tři sociální dovednosti, které jsou shodné na obou úrovních (vyjadřování, vnímavost a kontrola). 
Robert J. Sternber dělí inteligenci na analytickou, tvořivou a praktickou. Praktická inteligence tedy řešení problémů každodenního života obsahuje i sociální inteligenci. Základem jsou skryté poznatky, tj. taky poznatky o sociálním prostředí, které nebyli získané explicitně a nemusí být nikdy verbalizované, avšak i tak ovlivňují konání člověka. Při studiu sociální inteligence lze rozlišit dvě základní linie. Část výzkumníků inklinuje k psychometrickému přístupu a část k osobnostnímu pohledu. Psychometrický přístup popisuje sociální inteligenci jako schopnost porozumět lidem a ovlivňovat je, můžeme ji testovat podobně jako všeobecnou inteligenci. Akcentuje kognitivní komponenty, kdežto osobnostní přístup behaviorální komponenty. Osobnostní přístup vychází z předpokladu, že sociální chování je inteligentní a že individuální rozdíly v něm jsou důsledkem rozdílů v poznání. 
John D. Mayer a Petra Saloveye vymezují emocionální inteligenci jako schopnost monitorovat emoce (svoje vlastní i jiných lidí), rozlišovat mezi nimi a využít tyto informace k regulaci svého myšlení a konání. Chápali ji původně jakou součást, tedy složku sociální inteligence. 
Koncem 20. století se koncept sociální a emoční inteligence dostal do povědomí laické veřejnosti díky knihám amerického psychologa Daniela Golemana, který charakterizuje sociálně inteligentního člověka jako empatického, altruistického, soucitného a ochotného spolupracovat. Ukázal důležitost sociální inteligence pro praktický život, zejména pro zvládání komunikace, náročných životních situací nebo dosažení pracovního či osobního úspěchu. 
Sociální inteligence je definována hlavně jako soubor interpersonálních způsobilostí a v tomto směru je to určité překrytí s interpersonálními aspekty emocionální inteligence. Na rozdíl od něj se však jako konstrukt nevztahuje k emocím. Rozdílnost těchto konceptů zaznamenáváme ve sféře řešení konfliktů.  Sociální inteligence se může odrážet pomocí neagresivních i agresivních postupů, naproti tomu emoční inteligence vzhledem k empatii jako její podstatné složce se spojuje výlučně s neagresivními. 
V českém prostředí je významným výzkumníkem František Baumgartner z Akademie věd v Brně, který se věnuje výzkumné činnosti v oblasti sociální a emoční inteligence. 
Koncept sociální inteligence zůstává nadále neuchopitelný. I to je důvodem rozvoje výzkumu emoční inteligence. Dosavadní poznatky ze studia sociální inteligence jsou východiskem, avšak výzkumníci usilují o jasnější a specifičtější konceptualizaci zdůrazněním emocionálního fungování. 